# Cyclosiphon
Cyclosiphon es un género de foraminífero bentónico cuyo nombre fue invalidado y sustituido por Lepidocyclina de la subfamilia Lepidocyclininae, de la familia Lepidocyclinidae, de la superfamilia Asterigerinoidea, del suborden Rotaliina y del orden Rotaliida. Su especie tipo era Nummulites mantelli. Su rango cronoestratigráfico abarcaba el Holoceno.

## Clasificación
Cyclosiphon incluye a la siguiente especie:
- Cyclosiphon mantelli

En Cyclosiphon se han considerado los siguientes subgéneros:
- Cyclosiphon (Amphilepidina), aceptado como género Amphilepidina
- Cyclosiphon (Eulepidina), aceptado como género Eulepidina
- Cyclosiphon (Nephrolepidina), aceptado como género Nephrolepidina